# Naomoto Hikaru
Naomoto Hikaru (猶本 光; Hepburn: Naomoto Hikaru) (Ogóri, 1994. március 3. –) japán válogatott labdarúgó.

## Klub
A labdarúgást a Fukuoka J. Anclas csapatában kezdte. 2012-ben az Urawa Reds csapatához szerződött. 2012 és 2018 között az Urawa Reds csapatában játszott. 110 bajnoki mérkőzésen lépett pályára és 9 gólt szerzett. 2018-ban a Freiburg csapatához szerződött.

## Nemzeti válogatott
A japán U17-es válogatott tagjaként részt vett a 2010-es U17-es világbajnokságon. A japán U20-as válogatott tagjaként részt vett a 2012-es U20-as világbajnokságon.
2014-ben debütált a japán válogatottban. A japán válogatott tagjaként részt vett a 2014-es és a 2018-as Ázsia-kupán. A japán válogatottban 18 mérkőzést játszott.

## Statisztika
| Japán válogatott | Japán válogatott | Japán válogatott |
| Időszak          | Mérk.            | gól              |
| ---------------- | ---------------- | ---------------- |
| 2014             | 6                | 0                |
| 2015             | 2                | 0                |
| 2016             | 0                | 0                |
| 2017             | 7                | 0                |
| 2018             | 3                | 0                |
| Összesen         | 18               | 0                |

## Sikerei, díjai
Japán válogatott
- Ázsia-kupa:  Arany; 2014, 2018
- U20-as világbajnokság:  Bronz; 2012
- U17-es világbajnokság:  Ezüst; 2010

Klub
- Japán bajnokság: 2014

Egyéni
- Az év Japán csapatában: 2014